# Vaani Kapoor
Vaani Kapoor (Delhi, 23 augustus 1988), is een Indiaas actrice die met name in de Hindi filmindustrie actief is.

## Biografie
Kapoor begon haar carrière door een deal voor drie films te ondertekenen met Yash Raj Films. Haar debuut maakte ze in 2013 met Shuddh Desi Romance. Waarvoor ze de Filmfare Award voor beste vrouwelijke debuut kreeg. Vervolgens was ze te zien in de Tamil film Aaha Kalyanam, een officiële remake van de Hindi film uit 2010 Band Baaja Baaraat. Haar tweede Yash Raj Film was Befikre (2016). Nadat ze kritiek had gekregen op haar acteerwerk in de laatste twee films nam ze een driejarige pauze van films, voordat ze in de derde Yash Raj Film War (2019) te zien was. Kapoor kreeg lof voor haar optreden als transgendervrouw in Chandigarh Kare Aashiqui (2021).

## Filmografie
| Jaar | Film                     | Rol                 | Opmerking  |
| ---- | ------------------------ | ------------------- | ---------- |
| 2013 | Shuddh Desi Romance      | Tara                |            |
| 2014 | Aaha Kalyanam            | Shruthi Subramaniam | Tamil film |
| 2016 | Befikre                  | Shyra Gill          |            |
| 2019 | War                      | Naina Verma         |            |
| 2021 | Bell Bottom              | Radhika Malhotra    |            |
| 2021 | Chandigarh Kare Aashiqui | Maanvi Brar         |            |
| 2022 | Shamshera                | Sona                |            |
| 2024 | Khel Khel Mein           | Vartika Malik       |            |
| 2025 | Raid 2                   | Malini Patnaik      |            |